# Cerapachys ficosus
Cerapachys ficosus är en myrart som först beskrevs av Wheeler 1918.  Cerapachys ficosus ingår i släktet Cerapachys och familjen myror. Inga underarter finns listade i Catalogue of Life.